# IC 3377
IC 3377 је елиптична галаксија у сазвјежђу Береникина коса која се налази на листи објеката дубоког неба у Индекс каталогу.
Деклинација објекта је + 24° 56' 34" а ректасцензија 12h 27m 51,9s. Привидна величина (магнитуда) објекта IC 3377 износи 15,2 а фотографска магнитуда 16,2. IC 3377 је још познат и под ознакама NPM1G +25.0288, PGC 3089512.